# Přibyslavice (Třebíči járás)
Přibyslavice település Csehországban, a Třebíči járásban. Přibyslavice Číchov, Číhalín, Červená Lhota, Zašovice, Okříšky, Petrovice és Nová Ves településekkel határos. Lakosainak száma 793 fő (2024. január 1.).

## Népesség
A település lakosságának változását az alábbi diagram mutatja:
| Lakosok száma | 567  | 604  | 737  | 668  | 791  | 776  | 814  | 799  | 780  | 793  |
|               | 1869 | 1900 | 1921 | 1961 | 1980 | 2011 | 2016 | 2019 | 2021 | 2024 |